# Poul Holm (historiker)
 Der er flere personer med dette navn, se Poul Holm.
Poul Holm (født 6. marts 1955 i Ålborg) er en dansk historiker, der siden 2000 har været professor i maritim og regional historie ved Syddansk Universitet. Var fra 1. marts 2006 til 7. august 2008 rektor ved Roskilde Universitet (RUC), hvorefter Poul Holm i 2008 blev professor ved The Long Room Hub ved Trinity College Dublin.
Holm blev cand.phil. fra Aalborg Universitetscenter i 1979, og i 1991 blev han dr.phil. fra Aarhus Universitet med disputatsen  Kystfolk. Kontakter og Sammenhænge over Kattegat og Skagerrak 1550-1914. Disputatsen benyttede sig af begrebet havskab – som sidestykke til det mere velkendte landskab – som den den geografiske ramme for undersøgelsen.
I årene 1982-1985 underviste han på Aalborg Universitetscenter, hvorefter han blev museumsinspektør ved Fiskeri- og Søfartsmuseet i Esbjerg 1986-1994. Herefter var han frem til ansættelsen som professor forskningsprofessor ved Center for Maritim og Regional Historie. Den 1. februar 1999 blev han adjungeret professor ved Aarhus Universitet. Fra 1999-2005 var han medlem af Statens Humanistiske Forskningsråd, hvor han den 1. august 2001 blev formand.

## Forfatterskab
- Poul Holm: Kystfolk. Kontakter og sammenhænge over Kattegat og Skagerrak ca. 1550-1914 (Fiskeri- og Søfartsmuseet, Esbjerg 1991)
- Poul Holm: Hjerting, et maritimt lokalsamfund midt i verden ca. 1550-1930. Udgivet af Hjerting Fiskeriforening ved hundredårsjubilæet 1892-1992 (Esbjerg 1992)

### På internettet
- Poul Holm: "Den flåde vi ikke fik. Danske damptrawlere i Nordsøen og ved Island, 1887-1903" (Sjæk'len 1991, Fiskeri- og Søfartsmuseet, Esbjerg 1992; s. 49-75) (Webside ikke længere tilgængelig)
- Poul Holm: "Havnene før Havnen – Sydvestjyske havne ca. 1200-1867" (Sjæk'len 1992, Fiskeri- og Søfartsmuseet, Esbjerg 1993; s. 9-40) (Webside ikke længere tilgængelig)
- Poul Holm: "Et erhverv i sammenbrud – Vestkystens fiskerier 1975-1992" (Sjæk'len 1993, Fiskeri- og Søfartsmuseet, Esbjerg 1994; s. 23-46) (Webside ikke længere tilgængelig)
- Poul Holm: "Tre foretagere på Esbjerg Havn – Firmaet C. Breinholt, 1875-1953" (Sjæk'len 1995, Fiskeri- og Søfartsmuseet, Esbjerg 1996; s. 59-78) (Webside ikke længere tilgængelig)
- Poul Holm: "Kulturarv og fiskeripolitik" (Sjæk'len 1996, Fiskeri- og Søfartsmuseet, Esbjerg 1997; s. 93-104) (Webside ikke længere tilgængelig)
- Poul Holm: "Verdensmarkedet for fisk – Internationalisering og globalisering 1880-1997" (Sjæk'len 1997, Fiskeri- og Søfartsmuseet, Esbjerg 1998; s. 29-42) (Webside ikke længere tilgængelig)
- Poul Holm: "Fiskeriets økonomiske betydning i Danmark, 1350-1650" (Sjæk'len 1998, Fiskeri- og Søfartsmuseet, Esbjerg 1999; s. 9-42) (Webside ikke længere tilgængelig)
- Poul Holm: "Bro mellem museums- og universitetsforskning" (Sjæk'len 1999, Fiskeri- og Søfartsmuseet, Esbjerg 2000; s. 141-149) (Webside ikke længere tilgængelig)
- Poul Holm: "Under overfladen – havenes økohistorie" (Festforelæsning holdt ved Syddansk Universitets årsfest den 6. oktober 2000) Arkiveret 15. februar 2007 hos  Wayback Machine
- Poul Holm: "Kystens erhverv og bebyggelse, 1500-2000 – Bidrag til Kulturhistorisk bygdeinddeling af Danmark" (i: Per Grau Møller, Linda Rasmussen og Poul Holm (red.): Aktører i Landskabet (Odense: Syddansk Universitetsforlag, 2000; s. 179-208) (Webside ikke længere tilgængelig)
- Poul Holm: "Hvordan det danske havfiskeri blev til, 1770-1914" (Sjæk'len 1999; Esbjerg 2000, s. 19-54) (Webside ikke længere tilgængelig)
- Poul Holm: "100 års dansk fiskeri" (Sjæk'len 2001, Fiskeri- og Søfartsmuseet, Esbjerg 2002; s. 105-114) (Webside ikke længere tilgængelig)
- Bo Poulsen, Poul Holm, Brian R. MacKenzie: "A long-term (1667–1860) perspective on impacts of fishing and environmental variability on fisheries for herring, eel, and whitefish in the Limfjord, Denmark" (Fisheries Research 87; 2007; s. 181–195) (engelsk)